# Richard Danzig

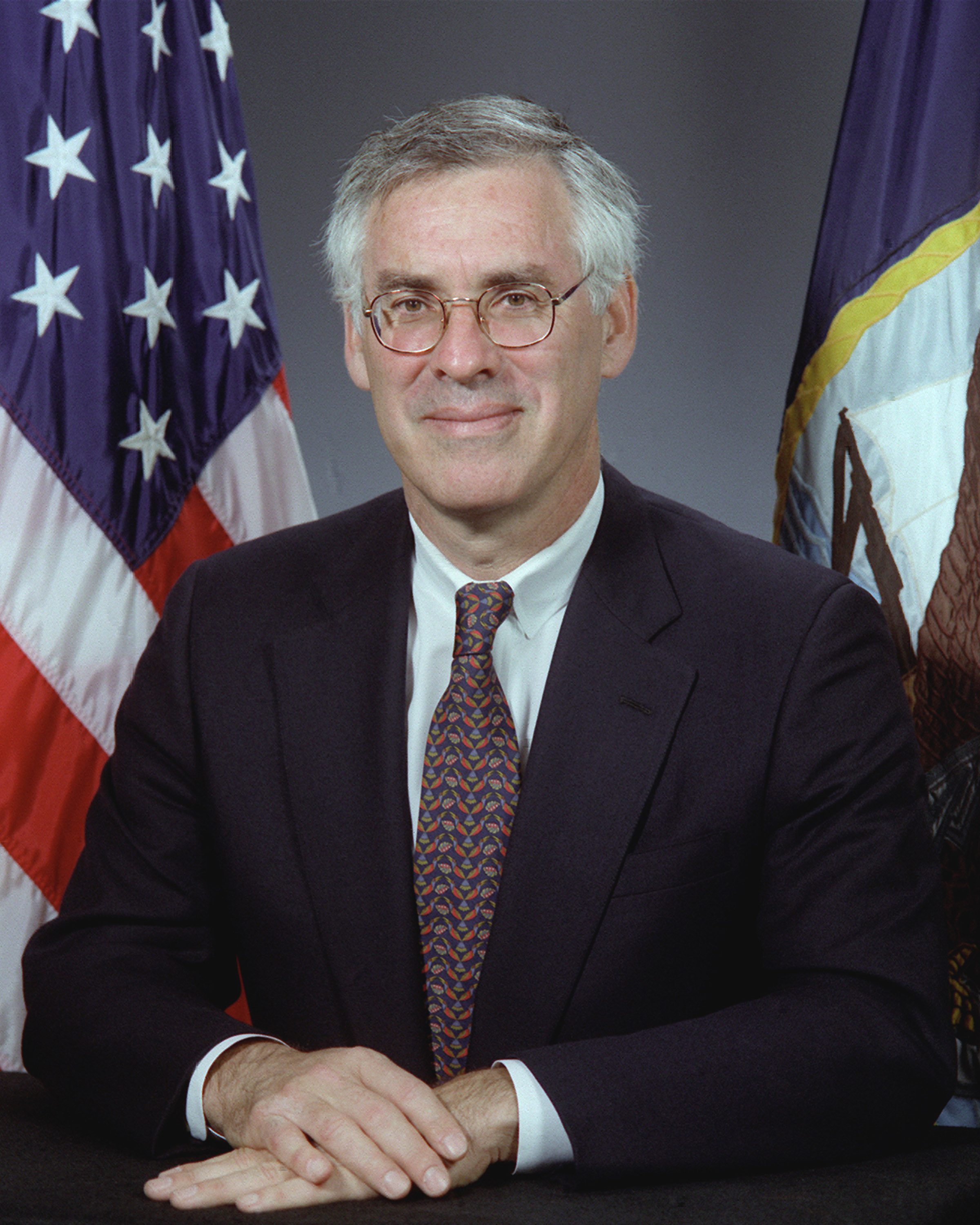
Richard J. Danzig

Richard Jeffrey Danzig (* 8. September 1944 in New York City) ist ein US-amerikanischer Rechtsanwalt und ehemaliger Marineminister unter Präsident Bill Clinton in den Jahren 1998 bis 2001.
Danzig studierte Jura an der Yale University sowie Philosophie an der University of Oxford, wo er auch promoviert wurde. Zwischen 1972 und 1977 lehrte er Rechtswissenschaften an den Universitäten Stanford und Harvard, bevor er ab 1977 in unterschiedlichen Funktionen im US-Verteidigungsministerium arbeitete.
Derzeit ist Danzig unter anderem als Seniorberater für den Thinktank Center for Strategic and International Studies in Washington tätig. Seit der Wahl von Barack Obama zum Präsidenten der Vereinigten Staaten wurde über die zukünftige Verwendung Danzigs spekuliert. Er galt Kandidat für den Posten des Nationalen Sicherheitsberaters, ebenso für den Posten des stellvertretenden US-Verteidigungsministers unter dem Republikaner Robert Gates, den er später ablösen könnte.
Er ist verheiratet und hat zwei Kinder.